# Roumégoux (Tarn)
Roumégoux korábbi község Franciaország Okcitánia régiójában, Tarn megyében. Lakosainak száma 262 fő (2018. január 1.). Roumégoux Fauch, Ronel, Saint-Antonin-de-Lacalm, Saint-Lieux-Lafenasse és Terre-Clapier községekkel határos.
2019. január 1-jén öt másik korábbi községgel egyesült és az így létrejött Terre-de-Bancalié új község része lett.

## Népesség
A település népessége az elmúlt években az alábbi módon változott:
| Lakosok száma | 231  | 240  | 255  | 262  | 262  |
|               | 2013 | 2015 | 2016 | 2017 | 2018 |